# بوب جونسون (سياسي)
بوب جونسون (بالإنجليزية: Bob Johnson)‏ هو سياسي أمريكي، ولد في 23 أكتوبر 1962 في ليتل روك في الولايات المتحدة. حزبياً، نشط في الحزب الديمقراطي. وقد انتخب عضو مجلس ولاية أركنساس.